# Mercado de Abastos (Vitoria)

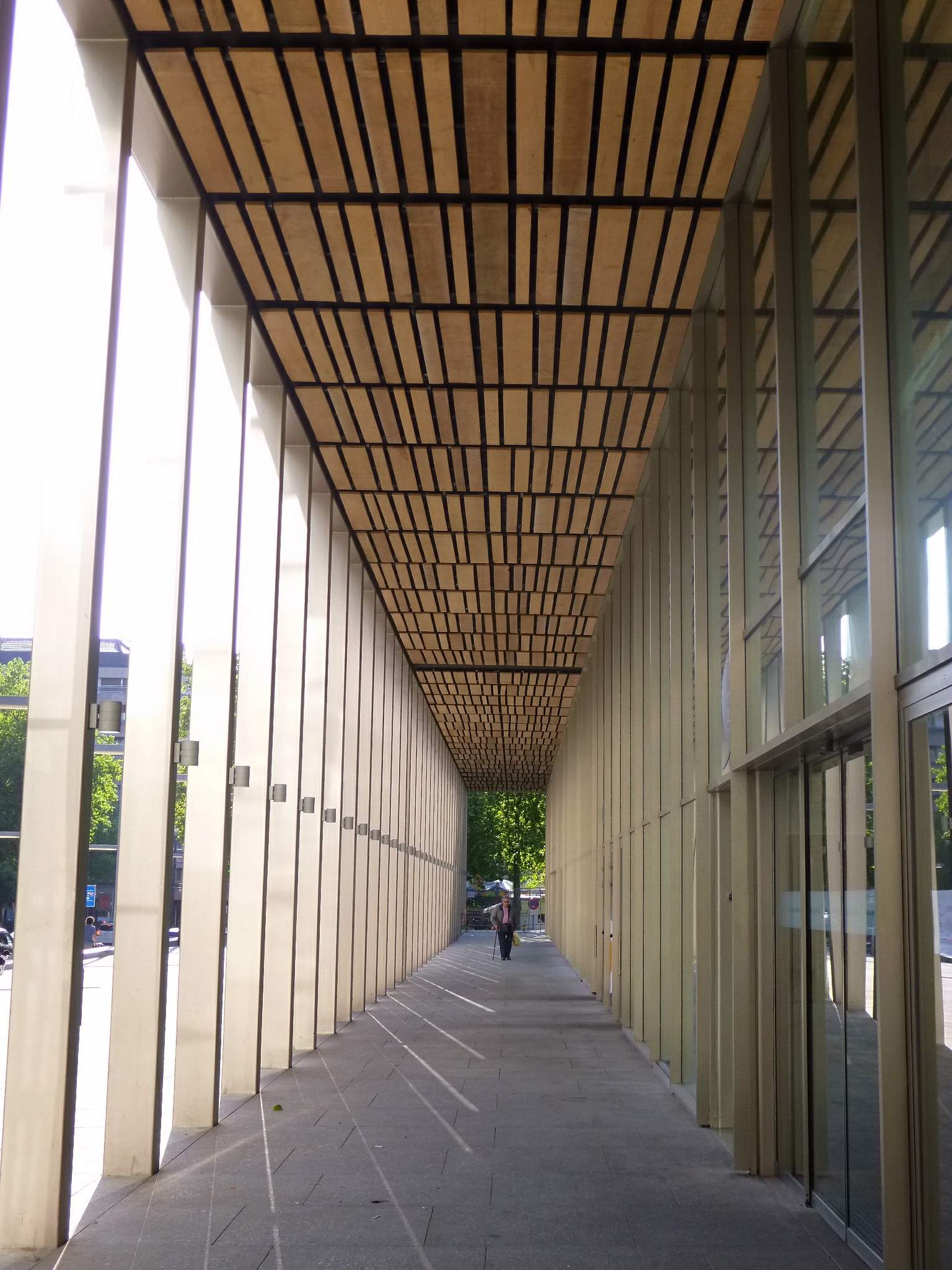
Soportales del Mercado de Abastos de Vitoria

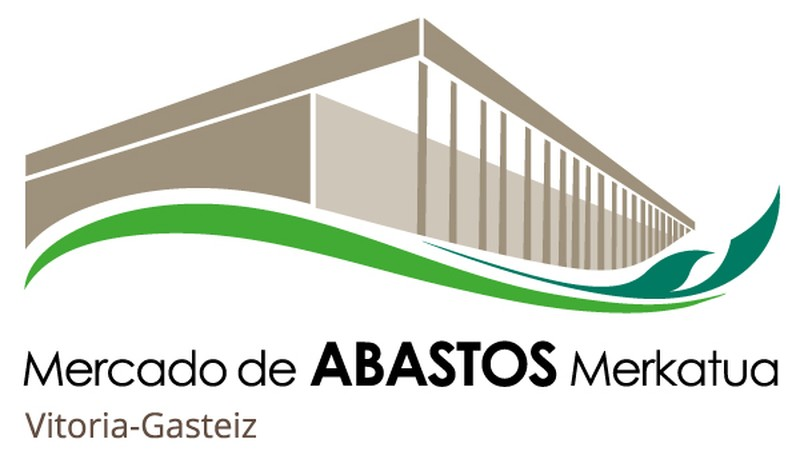
Logotipo de Mercado de Abastos de Vitoria

El Mercado de Abastos actual es un edificio ubicado en la calle Jesús Guridi de la ciudad española de Vitoria (Álava), junto a la plaza de Santa Bárbara. El anterior, edificado en 1899 en la hoy llamada Plaza de los Fueros, se derribó en 1975.
Propiedad del consistorio desde su creación en 1975, se ha cedido la explotación a una empresa privada que desde 2011 ha acristalado y acondicionado el edificio antiguo, remodelándolo y añadiéndole ocho gastrobares, que lo hacen también atractivo para el turismo.
Ocupa 12.000 m² repartidos en sus cinco plantas: 3 sótanos, planta baja y terraza. En 2016 se añadió una pasarela acristalada para unirlo a un centro comercial cercano.
En la azotea se ubica la sede de la Fundación Abastos Fundazioa.
En los soportales que hay en esta terraza, los jueves y sábados, se disponen cinco puestos de venta de productos ecológicos.